# Haut-Mâconnais
Le Haut-Mâconnais, micro-région, est une portion du Mâconnais située dans la moitié nord du triangle compris entre les villes de Mâcon, de Cluny et de Tournus.

## Géographie
Ayant Lugny pour capitale, ce petit pays – dont l'économie repose avant tout sur la viticulture – est pour l'essentiel composé des communes qui, de 1790 à 2015, appartinrent au canton de Lugny.
Du point de vue du relief, le Haut-Mâconnais est caractérisé :
- à l'ouest : par une longue vallée sèche longitudinale inclinée vers le sud, au terrain marneux couvert de vignes (Azé, Saint-Gengoux-de-Scissé, Bissy-la-Mâconnaise et Cruzille) ;
- au centre : par une zone compartimentée dont l'exposition est, elle aussi, des plus favorables à la culture de la vigne, notamment dans les secteurs de Lugny et de Viré ;
- à l'est : par une terrasse qui, bordée par la Saône, est le lieu de passage de plusieurs grands axes de communication : route nationale, autoroute et ligne ferroviaire (communes de Montbellet, Fleurville, Saint-Albain, La Salle...).

## Climat
Le climat du Haut-Mâconnais est océanique tempéré à tendance continentale.
Les précipitations y sont régulières tout au long de l'année, avec, toutefois, une hausse de celles-ci au printemps et à l'automne. Durant l’été, les précipitations sont peu fréquentes mais peuvent prendre la forme d’orages parfois violents engendrant d’importants cumuls de pluie. L'hiver est froid et humide, principalement en raison des bancs de brouillard et au froid continental. L'été, pour sa part, est chaud et sec, conséquence de l’influence méridionale (vent du midi).
Le Mâconnais, région naturelle à laquelle appartient le Haut-Mâconnais, se situe immédiatement en dessous de la zone dite de « rupture climatique » entre le nord, l’ouest et le sud. Les monts du Mâconnais sont fortement influencés par cette croisée des climats (océanique, continental et méditerranéen) et bénéficient, à ce titre, d’une faune et d'une flore remarquable : plantes méditerranéennes et insectes résistant à une latitude élevée.

Pour la ville de Mâcon, agglomération proche de Grevilly, les valeurs climatiques enregistrées de 1981 à 2010 sont les suivantes.
| Mois                              | jan. | fév. | mars | avril | mai | juin | jui. | août | sep. | oct. | nov. | déc. | année |
| --------------------------------- | ---- | ---- | ---- | ----- | --- | ---- | ---- | ---- | ---- | ---- | ---- | ---- | ----- |
| Température minimale moyenne (°C) | 0    | 1    | 3,5  | 6     | 10  | 13,5 | 15,5 | 15   | 11,5 | 8    | 3,5  | 1    | 7,5   |
| Température moyenne (°C)          | 2    | 4,5  | 8    | 11    | 15  | 19   | 21   | 20,5 | 17   | 12   | 7    | 3,5  | 12    |
| Température maximale moyenne (°C) | 5,5  | 8    | 12   | 16    | 20  | 24   | 27   | 26   | 22   | 16,5 | 10   | 6    | 16    |
| Précipitations (mm)               | 59   | 53   | 49   | 75    | 88  | 75,5 | 71   | 72   | 79,5 | 85,5 | 84   | 70   | 861,5 |

## Politique et administration
En 1993 a été fondée la communauté de communes du Haut-Mâconnais (avec Lugny pour siège), regroupant sept communes : Bissy-la-Mâconnaise, Burgy, Chardonnay, Cruzille, Grevilly, Lugny, et Saint-Gengoux-de-Scissé.
À cette première communauté de communes a succédé, le 1er janvier 2003, la Communauté de communes du Mâconnais - Val de Saône, ayant son siège à Lugny et résultant de la fusion de trois intercommunalités (celles du Haut-Mâconnais dont le siège était à Lugny, de la Haute-Mouge dont le siège se trouvait à Azé et du Mâconnais-Val de Saône dont était implanté à Viré), totalisant une population de 7 336 habitants.
Le 1er janvier 2017, cette communauté de communes a fusionné avec la Communauté de communes du Tournugeois pour devenir la Communauté de communes Mâconnais-Tournugeois ayant son siège à Tournus.

## Histoire

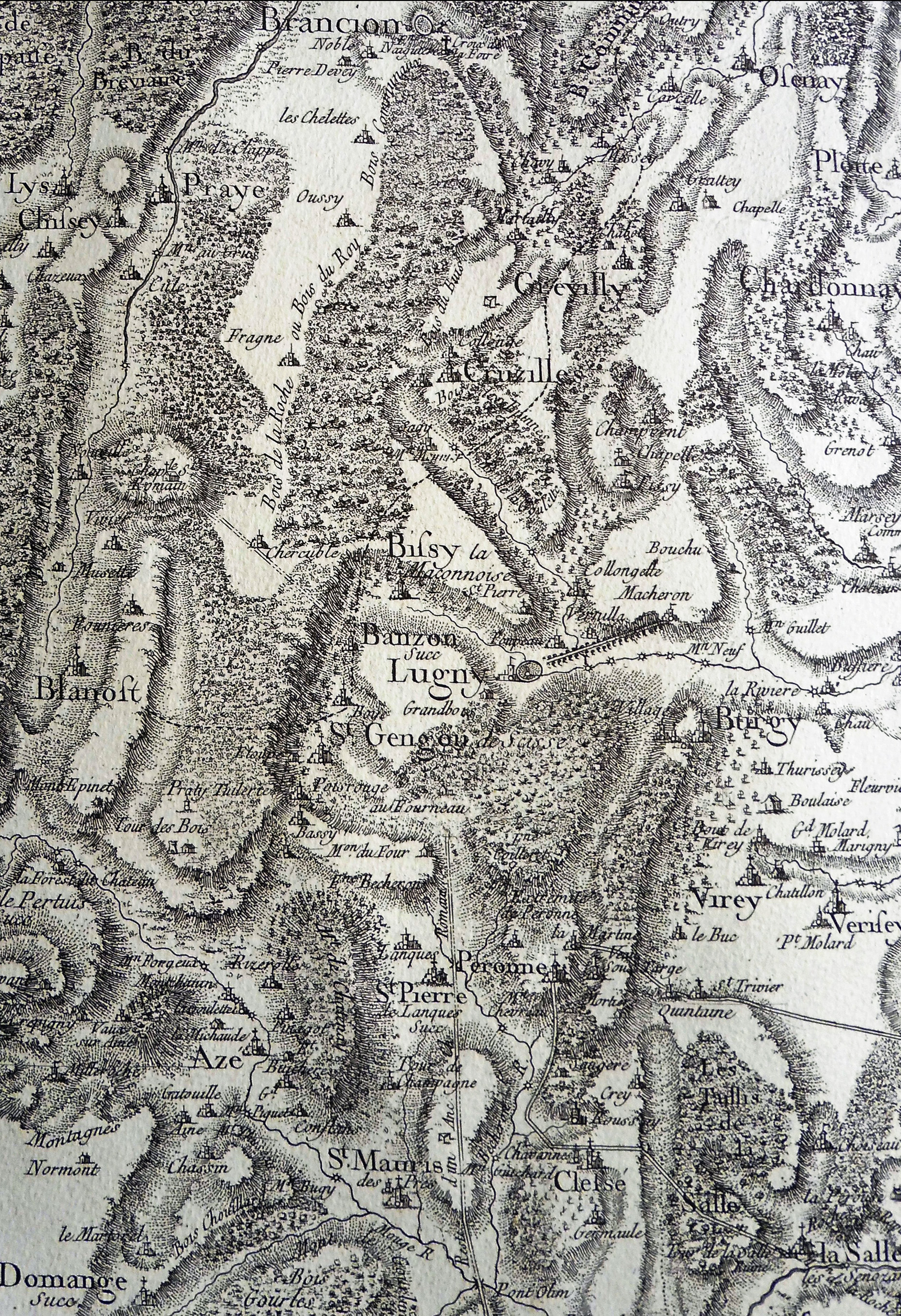
Les paroisses du Haut-Mâconnais en 1759, d'après la carte de Cassini.

Années 1870/1880 : le Haut-Mâconnais, comme le reste du Mâconnais, affronte la crise du phylloxéra qui détruira la totalité du vignoble, apparue dès 1876 à Clessé. À Lugny, 25 hectares de vignes sont détruits dès 1880, le pic de destruction étant atteint en 1886, avec 232 hectares.
Le Haut-Mâconnais a donné son nom à un syndicat intercommunal fondé à Lugny le 8 janvier 1934 : le Syndicat intercommunal des eaux du Haut-Mâconnais, auquel appartiennent alors une dizaine de communes (Lugny, Cruzille, Clessé, Viré, Burgy, Saint-Maurice-de-Satonnay, Vérizet, Bissy-la-Mâconnaise et Montbellet), rejointes le 16 août 1934 par Plottes, Chardonnay et Uchizy (puis par Farges-lès-Mâcon et Grevilly en 1938 et par Saint-Gengoux-de-Scissé, Azé, Igé, Fleurville et Péronne postérieurement à la guerre). Ce syndicat mixte installé pendant des décennies en mairie de Lugny a désormais ses locaux à Fleurville, dans un bâtiment dépendant de l'intercommunalité. Présidé par Guy Galéa, maire de Lugny (réélu en juillet 2020), il a pour mission principale la gestion de l'eau potable sur le territoire des dix-huit communes adhérentes (10 590 habitants), soit, au 1er janvier 2022, 5 750 abonnés (les sites de production d'eau potable étant implantés sur le territoire des communes de Fleurville et de Farges-lès-Mâcon). Le 1er décembre 2022, ce syndicat a renouvelé pour douze ans avec l'entreprise Suez le contrat de délégation de service public de l'eau potable, représentant 532 700 mètres cubes d'eau potable distribués par an via un total de 255 kilomètres de canalisations.

## Vignoble
Le vignoble du Haut-Mâconnais se découvre en empruntant l'un des six circuits de la Route des vins Mâconnais-Beaujolais créée en 1986 : le circuit numéro 2, boucle d'une soixantaine de kilomètres dont les neuf étapes sont : Lugny, Burgy, Viré, Fleurville, Saint-Albain, Clessé, Péronne, Saint-Gengoux-de-Scissé et Bissy-la-Mâconnaise.

## Lieux du Haut-Mâconnais

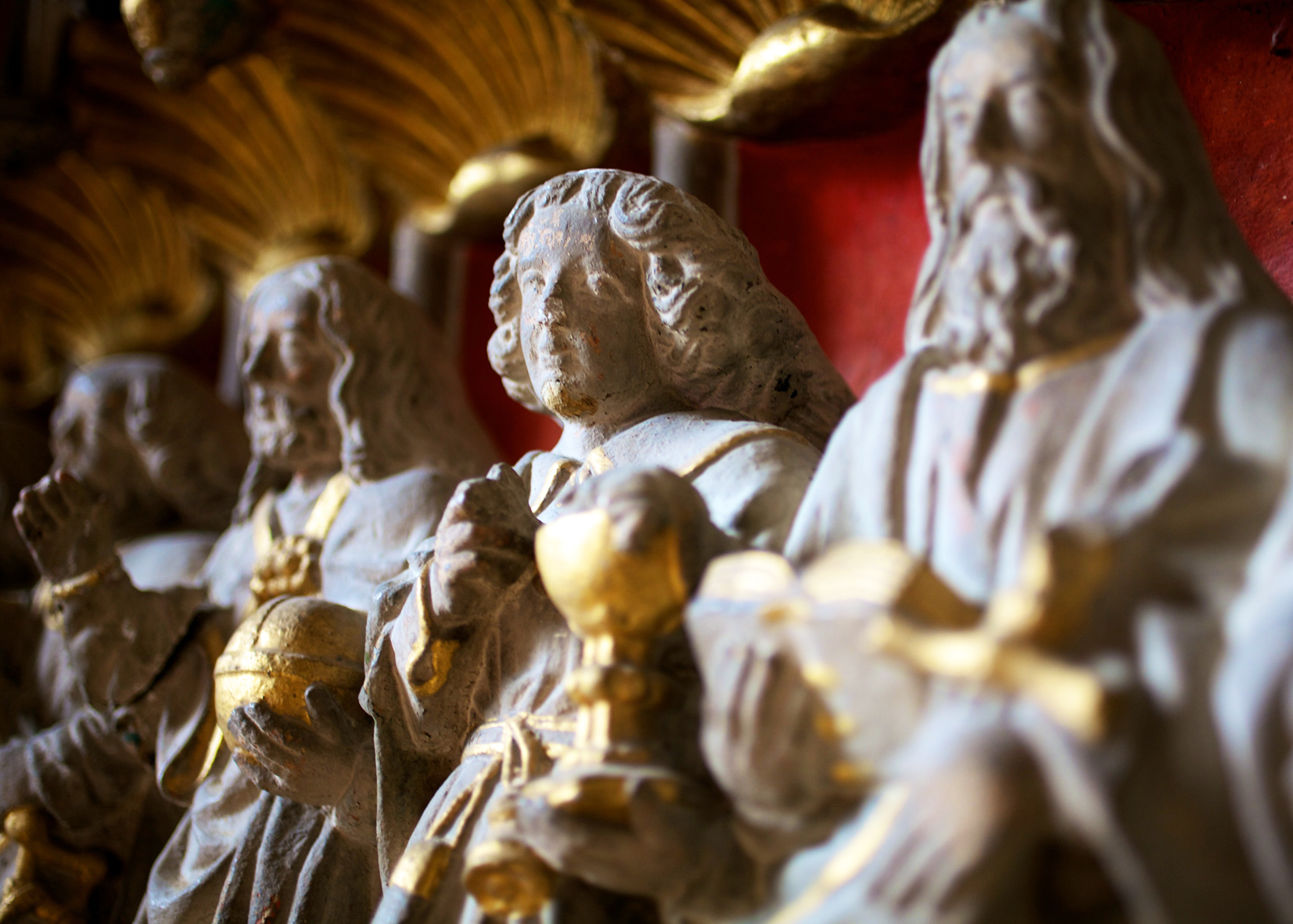
Un émouvant retable classé MH de style flamboyant à découvrir dans l'église Saint-Denis de Lugny : Le Christ et les Apôtres, sculpté en 1528.

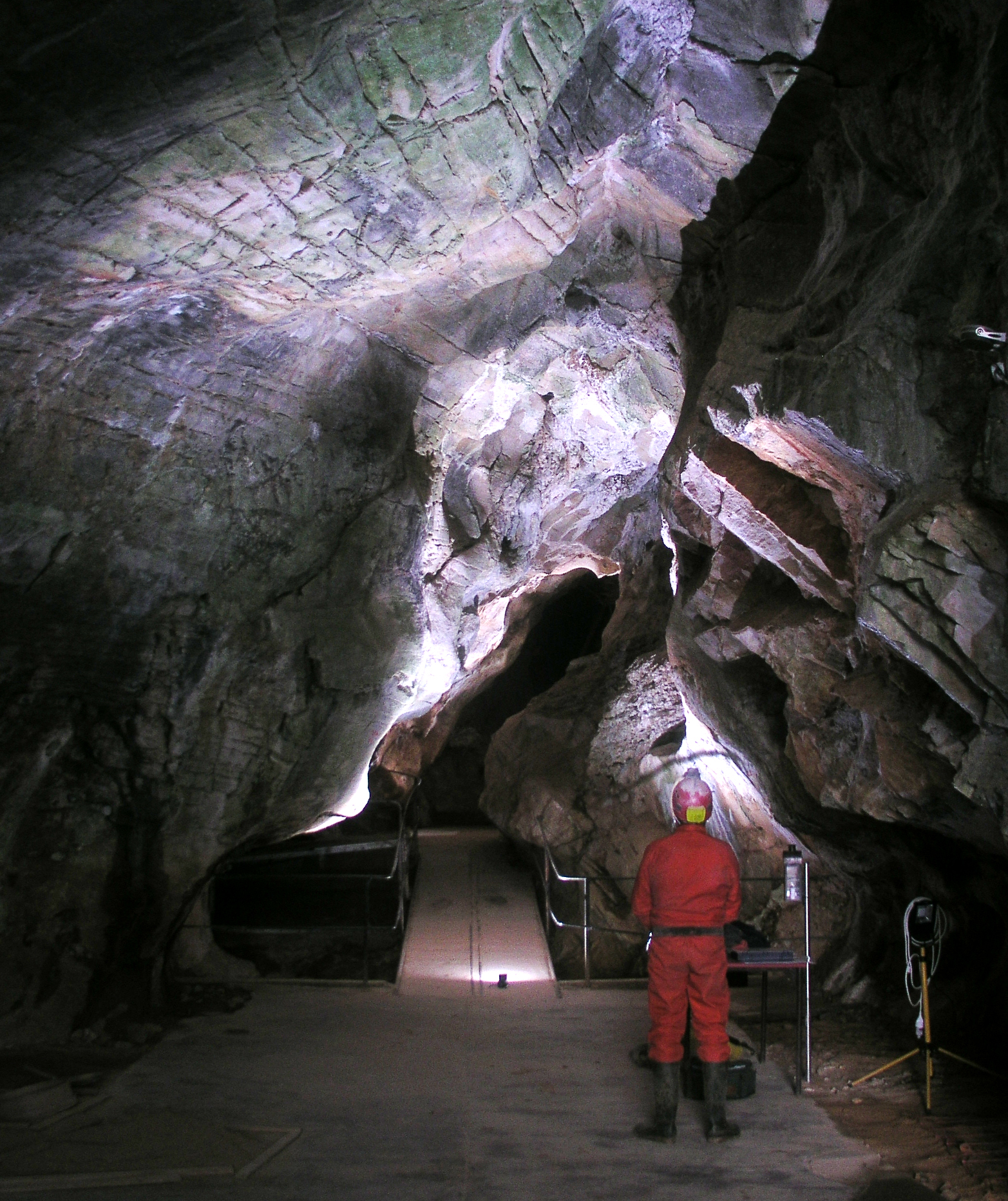
L'une des salles des grottes d'Azé.

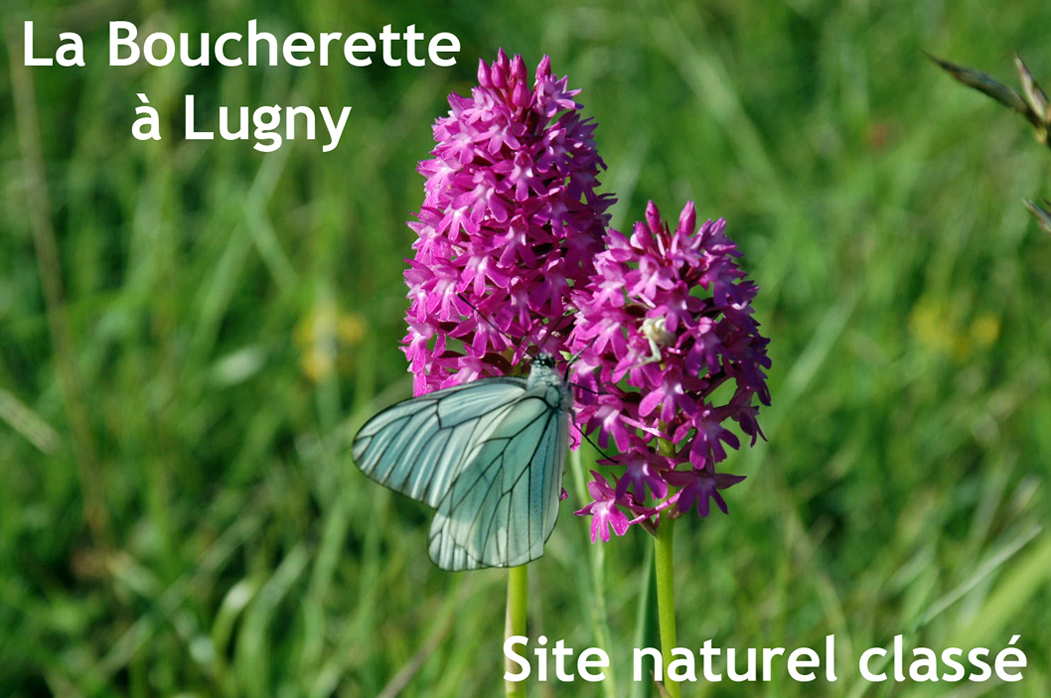
Un site naturel réputé pour ses orchidées : La Boucherette, à Lugny.

Sur le territoire du Haut-Mâconnais sont notamment implantés :
- les grottes d'Azé, site préhistorique classé, qui couvre une période allant de deux cent cinquante mille à dix mille ans avant notre ère, et l'espace naturel sensible géré par le Conseil Départemental de Saône-et-Loire, attenant aux grottes.
- la Cave de Lugny, coopérative vinicole fondée en 1927, devenue le premier producteur de vin en Bourgogne ;
- le village de Chardonnay, origine mondiale du cépage chardonnay ;
- la chapelle Notre-Dame-de-Pitié de Lugny, édifice en partie roman (chœur du XIIe siècle) entièrement restauré de 2009 à 2013 sous l'égide de la Fondation du patrimoine ;
- l'église Saint-Jean-Baptiste de Burgy, édifice roman perché sur son belvédère donnant sur le Val-de-Saône et le vignoble de Lugny ;
- le site naturel de La Boucherette, situé sur le territoire de la commune de Lugny aux abords du hameau de Collongette, site naturel protégé de 104 hectares géré par la direction régionale de l’Environnement de Bourgogne (signalétique réactualisée fin 2020[6]) ;
- l'église Saint-Martin de Grevilly, édifice du premier quart du XIIe siècle « ancré » à flanc de colline, un peu à l'écart des maisons du village (Grevilly figurant parmi les dix communes les moins peuplées de Saône-et-Loire) ;
- la majorité du vignoble du Viré-Clessé, dernière-née des appellations communales du vignoble du Mâconnais (1999), réparti sur le territoire de Clessé, Viré et Montbellet (et Laizé).

## Label

Le Haut-Mâconnais appartient au Pays d'art et d'histoire « Entre Cluny et Tournus » créé en 2010.

Les communes du Haut-Mâconnais (à l'exception de Saint-Maurice-de-Satonnay, Péronne et La Salle), avec celles du Tournugeois, du Clunisois et des environs de Saint-Gengoux-le-National, appartiennent à un territoire labellisé : le pays d'art et d'histoire « Entre Cluny et Tournus », créé en 2010 et renouvelé en 2019 par le Conseil national des villes et pays d'art et d'histoire.